# Вальтер Ангерманн
Вальтер Ангерманн (нім. Walter Angermann; 22 січня 1923, Гельнгаузен — ?) — німецький офіцер-підводник, оберлейтенант-цур-зее крігсмаріне.

## Біографія
1 жовтня 1940 року вступив на флот. З 7 жовтня 1942 року — 2-й вахтовий офіцер на підводному човні U-272. 13 листопада 1942 року переданий в розпорядження 8-ї флотилії. З лютого 1943 року — 2-й, з 25 вересня 1943 року — 1-й вахтовий офіцер  на U-618. З 16 січня по 29 лютого 1944 року пройшов курс командира човна. 18-26 липня 1944 року — командир U-2323, з 21 вересня 1944 року — U-2334. 9 травня 1945 року здався британським військам в Крістіансанні. 1 квітня 1947 року звільнений.

## Звання
- Кандидат в офіцери (1 жовтня 1940)
- Морський кадет (1 лютого 1941)
- Фенріх-цур-зее (1 серпня 1941)
- Оберфенріх-цур-зее (1 липня 1942)
- Лейтенант-цур-зее (1 січня 1943)
- Оберлейтенант-цур-зее (1 жовтня 1944)

## Нагороди
- Залізний хрест
  - 2-го класу (29 жовтня 1942)
  - 1-го класу (січень 1944)
- Нагрудний знак підводника (19 січня 1943)